# Boris Sambolec
Boris Sambolec, slovenski nogometaš, * 25. avgust 1980, Ptuj.
Sambolec je nekdanji profesionalni nogometaš, ki je igral na položaju branilca. V svoji karieri je igral za slovenska kluba Aluminij in Zavrč ter avstrijske Allerheiligen, USV Ragnitz in SV Straß. Skupno je v prvi slovenski ligi odigral 47 tekem in dosegel tri gole, v drugi slovenski ligi pa 162 tekem in 14 golov.